# New York Community Trust

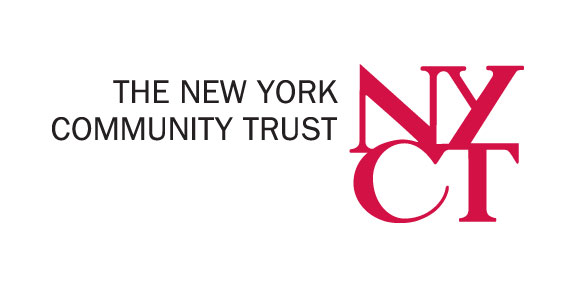
logo official du New York Community Trust

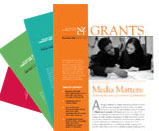

Le New York Community Trust est un fonds spécial (« fonds communautaire ») créé en 1924 aux États-Unis pour distribuer des dons financiers philanthropiques afin d’améliorer la qualité de la vie dans la ville de New York. Ce Trust financier a créé le premier « fonds conseillé par ses donateurs » en 1931, pour faire face à la crise de 1929. 
Il peut gérer des fonds à titre posthume (dons testamentaires) et offre également des services aux donateurs vivants.

## Histoire
Cet organisme financier et philanthropique est l'une des plus anciennes et plus grandes  « community foundations » des  États-Unis. 
Il a été le premier à devenir un fonds conseillé par ses donateurs (en 1931, pour notamment répondre aux effets socioéconomiques dramatiques de la crise de 1929).
Il existe toujours et reste une source importante de subsides ; à titre d’exemple, en 2011 il a « distribué » 137 millions $ à partir d’une somme d’actifs évalués à 1,9 G $ provenant de plus de 2000 fonds de bienfaisance (charitable funds). 

## Nature du fonds; types de fiducie
Ce Trust financier travaille avec des donateurs envisageant un don différé, la rédaction d'un testament, ou souhaitant faire un don immédiat.
Les donateurs peuvent construire 4 types de fiducies (c’est-à-dire de transfert d’argent ou de propriété d’actions) différentes dans ce trust :
1. Don offert sans restriction d’utilisation,
2. Don affecté dans un champ d’intérêts particulier,
3. Don pré-désignés
4. Don affecté via les principes d’un Donor-Advised fund (solution la plus défiscalisée aux États-Unis)

## Secteurs éligibles aux dons
Actuellement (2016), les secteurs des programmes de subventions concurrentiels (hors fonds recommandées par les donateurs-conseillers) sont:
- les enfants, les jeunes et la famille ;
- le développement des communautés et de l'Environnement ;
- l’éducation, les arts, et les sciences humaines ;
- la santé publique et les personnes ayant des besoins spéciaux.